# Tornau (Dübener Heide)
Tornau is een plaats en voormalige gemeente in de Duitse deelstaat Saksen-Anhalt en maakt deel uit van de gemeente Gräfenhainichen in de Landkreis Wittenberg.
Tornau telt 565 inwoners.